# Comuna Lebedînka, Holovanivsk
Lebedînka (în ucraineană Лебединка) este o comună în raionul Holovanivsk, regiunea Kirovohrad, Ucraina, formată din satele Lebedînka (reședința), Leșcivka, Tabanove și Țiurupî.

## Demografie
Componența lingvistică a comunei Lebedînka
     Ucraineană (98,21%)
     Rusă (1,2%)
     Alte limbi (0,6%)
Conform recensământului din 2001, majoritatea populației comunei Lebedînka era vorbitoare de ucraineană (98,21%), existând în minoritate și vorbitori de rusă (1,2%).